# Syntretus daghestanicus
Syntretus daghestanicus är en stekelart som beskrevs av Vladimir Ivanovich Tobias 1976. Syntretus daghestanicus ingår i släktet Syntretus och familjen bracksteklar. Inga underarter finns listade i Catalogue of Life.